# Mistrzostwa Świata Juniorów w Saneczkarstwie 1990
5. Mistrzostwa Świata Juniorów w saneczkarstwie 1990 odbyły się w zachodnioniemieckim Winterbergu. Rozegrane zostały trzy konkurencje: jedynki kobiet, jedynki mężczyzn oraz dwójki mężczyzn. W tabeli medalowej najlepsi byli gospodarze imprezy, RFN.

## Wyniki

### Jedynki kobiet
| Medal | Zawodniczka          | Narodowość | Czas | Strata |
| ----- | -------------------- | ---------- | ---- | ------ |
|       | Monika Greilinger    | RFN        |      |        |
|       | Barbara Niedernhuber | RFN        |      |        |
|       | Jean Roos            | NRD        |      |        |

### Jedynki mężczyzn
| Medal | Zawodnik               | Narodowość     | Czas | Strata |
| ----- | ---------------------- | -------------- | ---- | ------ |
|       | Gerhard Plankensteiner | Włochy         |      |        |
|       | Jan Kohoutek           | Czechosłowacja |      |        |
|       | Norbert Gatz           | RFN            |      |        |

### Dwójki mężczyzn
| Medal | Zawodnicy                            | Narodowość | Czas | Strata |
| ----- | ------------------------------------ | ---------- | ---- | ------ |
|       | Frank-Peter Barnekow/Sandro Zettl    | NRD        |      |        |
|       | Albert Diemczenko/Aleksiej Zielenski | ZSRR       |      |        |
|       | Dmitrij Makarczuk/Andrij Muchin      | ZSRR       |      |        |

## Klasyfikacja medalowa
| Miejsce | Państwo        |   |   |   | Razem |
| ------- | -------------- | - | - | - | ----- |
| 1.      | RFN            | 1 | 1 | 1 | 3     |
| 2.      | NRD            | 1 | 0 | 1 | 2     |
| 3.      | Włochy         | 1 | 0 | 0 | 1     |
| 4.      | ZSRR           | 0 | 1 | 1 | 2     |
| 5.      | Czechosłowacja | 0 | 1 | 0 | 1     |